# Tina Dico
Tina Dico (geboren als Tina Dickow Danielsen op 14 oktober 1977) is een Deense singer-songwriter. Ze richtte haar eigen platenlabel op en bracht haar muziek daarop zelf uit. Dico geniet bekendheid in haar thuisland Denemarken en ontving positieve recensies binnen Europa. Dico werd geïnspireerd door artiesten zoals Tracy Chapman, Bob Dylan, en Leonard Cohen.
In Denemarken treedt ze op onder zowel haar echte naam, Tina Dickow, en haar aangenomen naam Tina Dico.

## Biografie
Tina Dico werd geboren in Åbyhøj in Aarhus, en kwam al op jonge leeftijd in aanraking met muziek. Dico's interesse in muziek begon in groep 8 van de basisschool waar ze in de coverband Mel speelde. Op de middelbare school speelde ze in de coverband Fester Kester. Op haar twintigste kreeg Dico een kleine rol in de televisieshow Karrusel die in 1998 op de Deense televisie werd uitgezonden. Ze kreeg hierna meerdere rollen aangeboden maar wees deze af omdat ze geen naïeve types wilde spelen.
Na de middelbare school begon Dico in 1997 met een studie godsdienstwetenschap aan de Universiteit van Aarhus. Hier stopte ze mee, en besloot om te gaan studeren op The Royal Academy of Music. Niet veel later stopte ze ook met deze studie om zich te richten op het beroep van professionele singer-songwriter.

## Privé
Dico woont sinds 2011 in Reykjavik met haar partner Helgi Jónsson. Ze heeft twee kinderen.

## Discografie

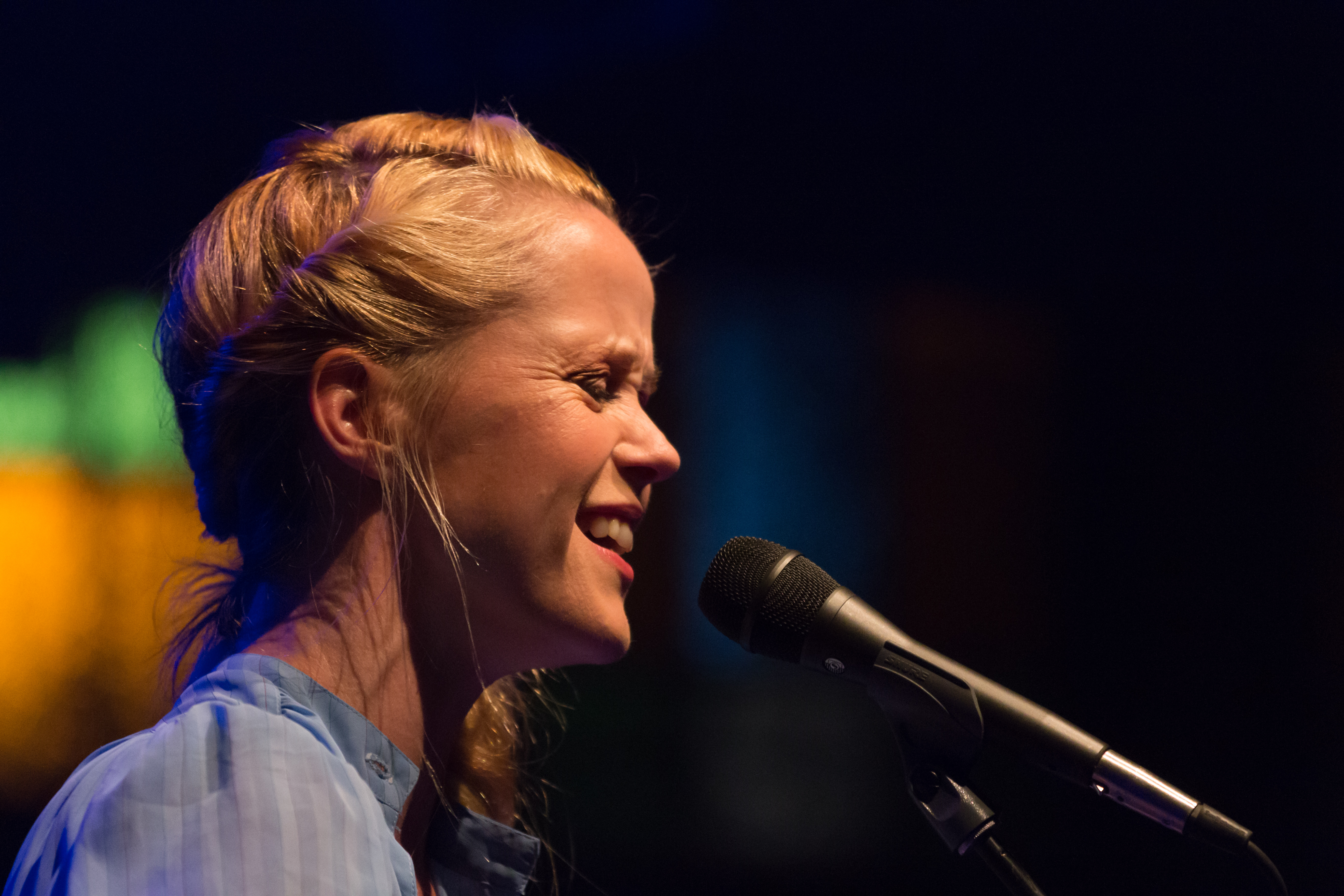
Tina Dico (2015)

### Studioalbums
| Jaar | Naam                                  | Als         |
| ---- | ------------------------------------- | ----------- |
| 2001 | Fuel                                  | Tina Dickow |
| 2003 | Notes                                 | Tina Dickow |
| 2005 | In The Red                            | Tina Dico   |
| 2007 | Count to Ten                          | Tina Dickow |
| 2008 | A Beginning, A Detour, An Open Ending | Tina Dico   |
| 2009 | The Road to Gävle                     | Tina Dickow |
| 2010 | Welcome Back Colour                   | Tina Dickow |
| 2012 | Where Do You Go to Disappear?         | Tina Dickow |
| 2014 | Whispers                              | Tina Dico   |
| 2015 | En håndfuld danske                    | Tina Dickow |

### Ep's
| Jaar | Naam           | Label             |
| ---- | -------------- | ----------------- |
| 2004 | Far            | Defend Music      |
| 2007 | A Beginning    | Finest Gramophone |
| 2008 | A Detour       | Finest Gramophone |
| 2008 | An Open Ending | Finest Gramophone |

### Livealbum
| Jaar | Naam                                            | Label             |
| ---- | ----------------------------------------------- | ----------------- |
| 2011 | Live with the Danish National Chamber Orchestra | Finest Gramophone |

### Singles
| Jaar | Naam                          | Hoogste positie in Deense hitlijsten | Album                         |
| ---- | ----------------------------- | ------------------------------------ | ----------------------------- |
| 2009 | "Open Wide"                   | 1                                    | Welcome Back Colour           |
| 2010 | "Welcome Back Colour"         | 19                                   | Welcome Back Colour           |
| 2010 | "Copenhagen"                  | 14                                   | Welcome Back Colour           |
| 2012 | "Moon to Let"                 | 22                                   | Where Do You Go to Disappear? |
| 2012 | "You Wanna Teach Me to Dance" | 24                                   | Where Do You Go to Disappear? |
| 2014 | "Someone You Love"            | 13                                   | Whispers                      |
| 2014 | "Old Friends"                 | 26                                   | Whispers                      |
| 2014 | "Mines"                       | 11                                   | Whispers                      |

## Prijzen/nominaties
In 2008 ontving Dico de Deense cultuurprijs Kronprinsparrets Priser.